# Långgrundets naturreservat
Långgrundets naturreservat är ett naturreservat i Norrtälje kommun i Stockholms län.
Området är naturskyddat sedan 1974 och är 9 hektar stort. Reservatet omfattar sydöstra delen av ön Långgrundet. Reservatet består av tallskog och barrblandskog.